# François Sagat
François Sagat (Cognac, 5 de junio de 1979) es un actor francés, conocido por sus actuaciones en películas pornográficas de temática gay y su tatuaje en la cabeza que imita la forma del cuero cabelludo.

## Biografía
Hijo de madre francesa de origen eslovaco, a la edad de 18 años se trasladó a París con la intención de trabajar en la industria de la moda. Estudió moda durante dos años y más tarde trabajó como asistente en varias empresas del sector.
A la edad de 21 años comenzó a trabajar como modelo, prestando su imagen para varias marcas comerciales francesas. A los 25 años, firmó un contrato con un estudio francés de películas porno, Citebeur. A partir de ahí, su salto a la popularidad fue breve y unas semanas después apareció en su primera película para adultos. Sagat decidió entonces dedicarse a tiempo completo al trabajo de actor porno, dado que en el espacio de apenas seis meses se había hecho lo suficientemente conocido como para ser invitado a trabajar en Estados Unidos.
En Estados Unidos, su primera película se tituló Arabesque, y le llevó a convertirse en una de las estrellas porno más populares entre el público homosexual. Sagat se distingue por su físico de cuerpo musculoso, pero sobre todo por su cuero cabelludo tatuado.
Como actor pornográfico, interpreta los papeles de activo y pasivo, y ha hecho películas de temática BDSM. En 2007 apareció en su primera escena bisexual en la película Gay Arab Club, por la que fue nominado a seis Premios GayVN Award.
Durante un tiempo estuvo unido sentimentalmente a la estrella del porno italiano Francesco D'Macho. Después de un breve descanso en el mundo del porno, en 2008 volvió a trabajar como actor de la productora Titan Media. Durante esta pausa trabajó como modelo para el diseñador alemán Bernard Willhelm, siendo fotografiado por Lukas Wassman en una sesión de fotos en la que aparece en el papel de superhéroe del estilo de los años setenta. Sagat también fue retratado por el australiano Ross Watson, en una revisión de la Crucifixión de San Pedro de Caravaggio, ideada como símbolo de la hostilidad del Vaticano hacia el mundo gay y el uso de preservativos.
François Sagat ha trabajado también con varios fotógrafos del mundo de la moda. El estadounidense Terry Richardson le incluyó en una serie en la que Sagat aparece con la bandera norteamericana o con accesorios militares, con el lema "Don't Ask, Don't Tell"  (No preguntes, no se lo digas) escrito en su cuerpo.
En 2009 hizo su primera incursión en el cine no pornográfico, participando con un pequeño papel en la película de terror Saw VI. En 2010 actuó en las películas de Bruce LaBruce LA Zombie, donde interpreta el papel de un zombi hambriento, y Homme au bain (Hombre en el baño) de Christophe Honoré, coprotagonizada por Chiara Mastroianni. Ambas películas fueron presentadas a competición en el Festival Internacional de Cine de Locarno.
En 2011, el director Pascal Roche presentó el documental Sagat, en el que se analiza la vida del actor desde su adolescencia en Cognac, sus primeros pasos en París, y finalmente el reconocimiento internacional como estrella del cine para adultos. El documental se presentó en varios festivales de cine, y fue emitido en el canal de televisión francés Canal +.
A finales de 2011, Sagat regresó a la pornografía con la película Incubus, en la que es director, director creativo y actor, para la productora Titan Media. En marzo de 2012, se involucró en un proyecto musical titulado Hades, con Sylvia Gobbel, musa del fallecido fotógrafo Helmut Newton.

## Filmografía

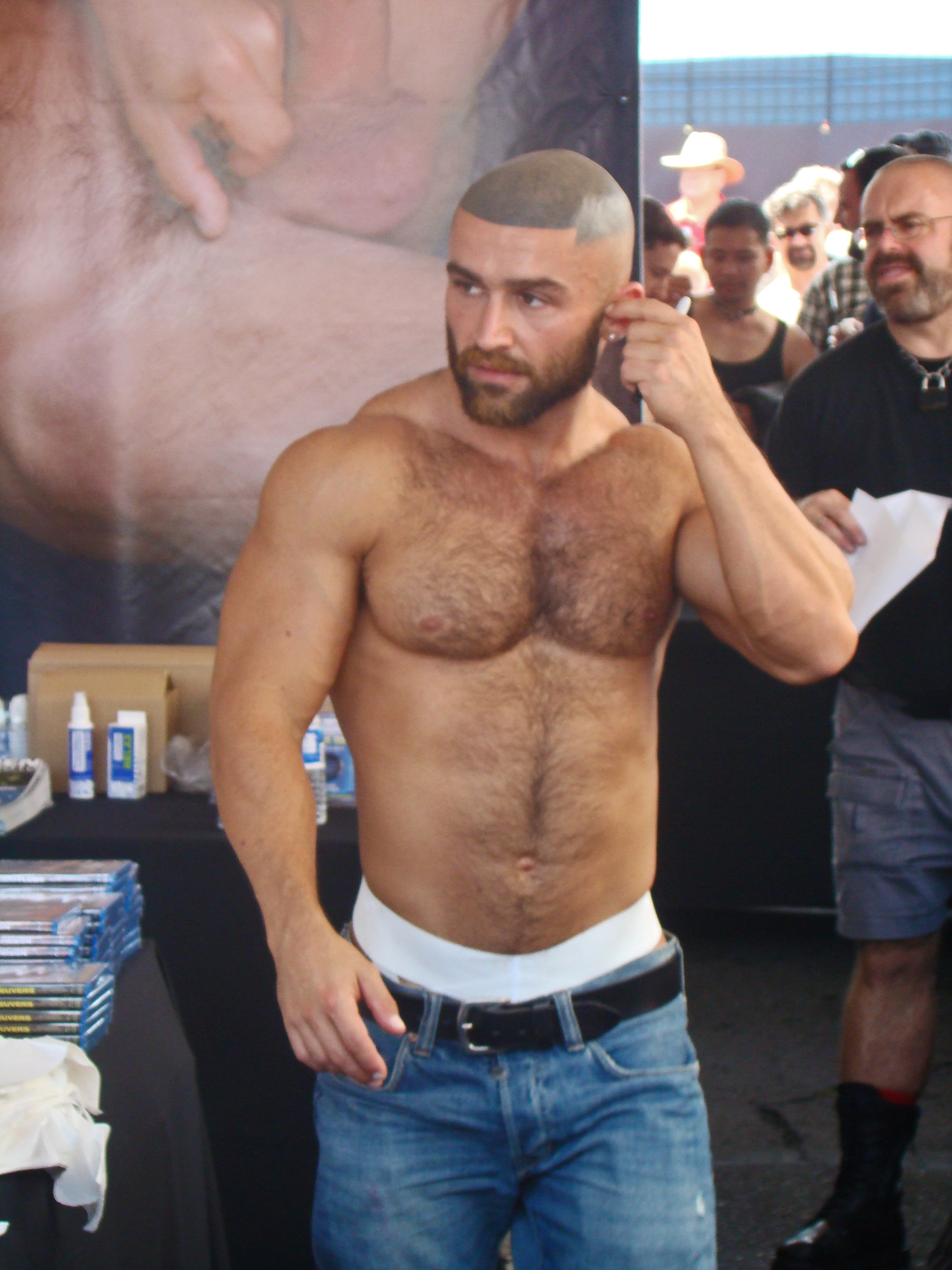
François Sagat en la Folsom Street Fair de 2009.

### Películas pornográficas
- Wesh Cousin 5 - Relax man (2005) Citebeur
- Wesh Cousin 6 - Cho bouillants (2005) Citebeur
- Wesh Cousin 7 - C'est d'la balle (2005) Citebeur
- Univers Black - Matos de blackoss (2005) Citebeur
- Hole Sweet Hole (2005) Raging Stallion Studios
- Knight after Night (2005) Raging Stallion Studios
- Hard as Wood (2005) Raging Stallion Studios
- Manifesto (2005) Raging Stallion Studios
- Tough As Nails (2006) Raging Stallion Studios
- Arabesque (2006) Raging Stallion Studios
- Tough as Nails (2006) Raging Stallion Studios
- Escape From San Francisco (2006) Raging Stallion Studios
- Centurion Muscle II - Alpha (2006) Raging Stallion Studios
- Fistpack 7: Twist My Arm (2006) Raging Stallion Studios
- Manhattan (2006) Raging Stallion Studios
- Fistpack 8: Elbow Room (2006) Raging Stallion Studios
- Bedroom Eyes (2006) Raging Stallion Studios
- Humping Iron (2006) Raging Stallion Studios
- Stretch (2006) Raging Stallion Studios
- Apex (2006) Raging Stallion Studios
- Breathless (2007) Titan Media
- Folsom Filth (2007) Titan Media
- Spy Quest 3 (2007) Titan Media
- Best in Hole (2007) Raging Stallion Studios
- Instinct (2007) Raging Stallion Studios
- Boners (2007) Raging Stallion Studios
- Folsom Leather (2007) Titan Media
- Shacked Up (2007) Titan Media
- H2O (2007) Titan Media
- The Best of François Sagat - Volume 1 (2007) Raging Stallion Studios
- The Best of François Sagat - Volume 2 (2007) Raging Stallion Studios
- Breakers (2008) Titan Media
- Fear (2008) Titan Media
- The Best of François Sagat - Volume 3 (2008) Raging Stallion Studios
- Double Standard (2008) Titan Media
- Telescope (2008) Titan Media
- P.O.V. (2008) Titan Media
- Hairy Boyz 10 (2008) Raging Stallion Studios
- Funhouse (2008) Titan Media
- OverDrive (2009) Titan Media
- Piss Off: Hardcore Fetish Series:PISSING #1 (2009) Raging Stallion Studios
- Muscle Studs 2 (2009) Raging Stallion Studios
- Ringside (2009) Falcon Studios
- Full Access (2009) Titan Media
- Fistpack 24: The Best of François Sagat: Fisting (2009) Raging Stallion Studios
- Search and Rescue (2010) Titan Media
- Hairy Boyz 15 (2010) Raging Stallion Studios
- L.A. Zombie Hardcore (2010)  versión de L.A. Zombie con escenas pornográficas completas
- Thrust (2010) Titan Media
- Cock Hungy Dick Pigs! (2010) Overload Releasing
- Inked Boyz #2 (2010) Raging Stallion Studios
- Incubus (2011) Titan Media
- Incubus 2: The Final Chapter (2012) Titan Media Lady gaga

### Películas no pornográficas
- La nudité toute nue, dirigida por Olivier Nicklaus (2007) - Documental
- Saw VI, dirigida por Kevin Greutert (2009)
- L.A. Zombie, dirigida por Bruce LaBruce (2010)
- Homme au bain, dirigida por Christophe Honoré (2010)
- Sagat, dirigida por Pascal Roche (2011) - Documental

## Premios
- GayVN Awards 2007 - Gay Performer of the Year
- TLA Gay Awards 2010 - Performer of the Year[5]
- David Awards - Best European Actor
- HustlaBall Awards 2011 - Best European Actor[6]